# Metropolia Cuttack-Bhubaneswar
Metropolia Cuttack-Bhubaneswar – jedna z 24 metropolii kościoła rzymskokatolickiego w Indiach. Została erygowana 24 stycznia 1974.

## Diecezje
- Archidiecezja Cuttack-Bhubaneswar
  - Diecezja Balasore
  - Diecezja Berhampur
  - Diecezja Rayagada
  - Diecezja Rourkela
  - Diecezja Sambalpur

## Metropolici
- Henry Sebastian D’Souza (1974-1985)
- Raphael Cheenath (1975-2011)
- John Barwa (od 2011)